# Zonas Especiales de Desarrollo Económico
Las Zonas Especiales de Desarrollo Económico o ZEDEs son Zonas Económicas Especiales en Ecuador para asentar nuevas inversiones que gozan de incentivos tributarios, simplificación de procesos aduaneros y facilidades para realizar encadenamientos productivos en cumplimiento de lo establecido en la ley. En el año 2010, se publicó el Código Orgánico de la Producción, Comercio e Inversiones, mediante el cual se facultó al gobierno nacional del Ecuador la creación de estas zonas como un destino aduanero, en territorio delimitado ecuatoriano, para que en él se asienten nuevas inversiones que pudieran acogerse a los distintos incentivos previstos en la ley (tratamiento especial de comercio exterior, tributario y financiero), y bajo los parámetros que establezcan las normas reglamentarias.

## Tipos de ZEDEs[3]
- Industrial: Operaciones de diversificación industrial, Incluye transformación, elaboración y reparación de mercancías de todo tipo de bienes con fines de exportación y de  sustitución estratégicas de importaciones.
- Logístico: Se efectúan almacenamientos de carga con fines de consolidación, clasificación, etiquetados, entre otros, manejo de puertos secos o terminales interiores de carga, mantenimiento y reparación de naves, aeronaves o vehículos de transporte terrestre de mercadería. Están orientados a potenciar las instalaciones Físicas de puertos, aeropuertos y pasos de fronteras.
- Tecnológico: Actividades de transferencia de desagregación tecnológica e innovación. Se podrán realizar todo tipo de emprendimientos y proyectos de desarrollo tecnológico, innovación electrónica, biodiversidad, mejoramiento ambiental sustentable o energético.

## Beneficios para las empresas establecidas dentro de una ZEDE[4]
- Exención del pago de aranceles de las mercancías extranjeras que ingresen a dichas zonas, para el cumplimiento de los procesos autorizados, tanto para administradores como operadores.
- Transferencia e importaciones con tarifa cero del IVA siempre que los bienes importados sean destinados exclusivamente a la zona autorizada o incorporados en alguno de los procesos de transformación productiva allí desarrollados.
- Crédito tributario por el IVA pagado en la compra de materias primas, insumos y servicios provenientes del territorio nacional, que se incorporen al proceso productivo de las ZEDE.
- Exoneración del ISD sobre los pagos realizados al exterior, tanto por concepto de importaciones de bienes y servicios relacionados con la actividad autorizada, así como para la amortización de capital e intereses generados sobre créditos otorgados por instituciones financieras internacionales, con un plazo mayor a un año, para el desarrollo de sus inversiones en el Ecuador. La tasa de interés  de dichas operaciones deberá ser inferior a la tasa de interés activa referencial a la fecha del registro del crédito.
- Rebaja adicional de cinco puntos porcentuales en la tarifa del Impuesto a la Renta

## Zonas Especiales de Desarrollo Económico[5]
Actualmente existen cinco ZEDEs establecidas dentro del territorio ecuatoriano
| Nombre de la ZEDE | Característica                                                  | Tipo                                | Ubicación                  | Extensión (ha) |
| ----------------- | --------------------------------------------------------------- | ----------------------------------- | -------------------------- | -------------- |
| ZEDE del Litoral  | Complejo tecnológico                                            | Industrial y tecnológico            | Guayaquil, Ecuador         | 200            |
| Eloy Alfaro       | Complejo petroquímico                                           | Industrial y logística              | A 25 km de Manta, Manabí   | 1.665          |
| Posorja           | Parque logístico                                                | Logística                           | Posorja, Guayaquil, Guayas | 127            |
| Yachay            | Primera ciudad para la investigación de tecnología experimental | Industrial, logística y tecnológica | Urcuquí, Imbabura          | 4.27           |
| Quito             | Aeropuerto                                                      | Industrial y logística              | Tababela, Quito, Pichincha | 205            |